# 熊代昭彦
熊代 昭彦（くましろ あきひこ、1940年〈昭和10年〉2月21日 ‐ ）は、日本の政治家、元厚生官僚。
衆議院議員（4期）、総務政務次官（第2次橋本改造内閣）、内閣府副大臣・内閣総理大臣補佐官（行政改革担当〈第1次小泉内閣・第1次小泉第1次改造内閣〉）、市民の党「自由と責任」代表、岡山市議会議員（通算3期）などを歴任した。

## 来歴
岡山県御津郡一宮村尾上（現・岡山市北区尾上）の農家に生まれる。岡山県立岡山操山高等学校、東京大学法学部卒業。1963年、厚生省（現・厚生労働省）に入省（薬務局薬事課配属）。厚生省では年金局資金課長、大臣官房総務審議官、援護局長等を務める。1969年、ウィスコンシン大学大学院に留学し、政治学修士の学位を取得。
岡山県選出の衆議院議員・橋本龍太郎に見いだされ、1993年7月に厚生省を退官。第40回衆議院議員総選挙に大村襄治の後継者として自民党公認で旧岡山県第1区（定数5）から出馬。同区最下位ながら初当選を果たした。以後当選4回。厚生族議員である。小渕派→橋本派に所属し、橋本の側近として活動。2003年自由民主党総裁選挙では小泉純一郎を支持するか否かで平成研究会の対応が決まらない中、いったん総裁選に出馬表明を行うが、20人の推薦人を集められず、出馬を断念した。
2002年1月、第1次小泉内閣で内閣府副大臣（規制改革、沖縄及び北方対策担当）に就任し、併せて内閣総理大臣補佐官（行政改革担当）にも任命された。内閣府副大臣、首相補佐官のいずれも第1次小泉第1次改造内閣まで務める。
2005年7月、首相の小泉が成立に執念を燃やす郵政民営化法案の衆議院本会議採決で反対票を投じた。そのため郵政解散による第44回衆議院議員総選挙では自民党の公認を得られず、自民党は岡山市長の萩原誠司を熊代の選出選挙区である岡山県第2区で公認した。熊代は8月に総選挙出馬を断念し、萩原の辞職に伴う岡山市長選挙に鞍替えして出馬するが、高谷茂男に敗れた。
その後国民新党に入党し、2007年の第21回参議院議員通常選挙に同党公認で比例区から出馬したが、落選した。2008年6月に国民新党を離党し、次期総選挙に無所属で出馬する意向を表明。2009年の第45回衆議院議員総選挙に岡山2区から無所属で出馬するが、民主党の津村啓介、自民党の萩原の後塵を拝し、3位で落選した。
2010年10月には地域政党・市民の党「自由と責任」を結党し、自ら代表に就任した。2011年4月に行われた岡山市議会議員選挙に中区選挙区から出馬し、6917票を獲得しトップ当選した。2012年2月14日、大阪維新の会に呼応して結成された岡山維新の会の幹事長に就任した。
2013年5月、同年10月に投開票が行われる岡山市長選挙への立候補を表明し、同年9月に辞職。10月6日に実施された岡山市長選挙に無所属で立候補したが、当選者の大森雅夫、2位の高井崇志の後塵を拝し3位で落選。投票日直前に投票を依頼する文書を市内の多数の町内会長に郵送したとして、公職選挙法違反（法定外文書頒布）の疑いで、陣営幹部2人とともに岡山県警察によって12月6日付で書類送検された。
2015年4月に行われた岡山市議会議員選挙に中区選挙区から出馬し最下位当選。返り咲きを果たした。しかし、同年12月1日に最高裁は上記市長選における公選法違反（法定外文書頒布罪）で罰金50万円公民権停止3年の判決を下し、有罪が確定。市議を失職した。
2018年に公民権停止が解け、党名を「自由と責任の会」に変更し活動を再開した。2019年3月、第19回統一地方選挙岡山市議会議員選挙には中区選挙区から無所属で立候補し、定員9名中9位で最下位当選。議会では一人会派「自由と責任の会」として活動した。
2023年4月9日投開票の岡山市議選では次点で落選。

## 略歴
- 1940年 - 岡山市北区尾上に生まれる。
- 1959年 - 岡山県立岡山操山高等学校を卒業。
- 1963年 - 東京大学法学部を卒業、厚生省に入省（薬務局薬事課配属[1]）。
- 1964年 - 厚生省薬務局企業課[1]。
- 1965年 - 厚生省児童家庭局企画課[1]。
- 1969年 - ウィスコンシン大学大学院修士課程修了（政治学修士取得）。
- 1972年 - 山形県民生部児童課長[1]。
- 1974年 - 厚生省環境衛生局企画課長補佐[1]。
- 1975年 - 厚生省医務局総務課長補佐[1]。
- 1976年 - 厚生省大臣官房総務課長補佐[1]。
- 1976年 - 厚生大臣秘書官。
- 1977年 - 厚生省統計調査部情報企画課長。
- 1979年 - 国際連合人口活動基金政策部政策課長。
- 1982年 - 厚生省年金局資金課長。
- 1985年 - 総務庁地域改善対策室長。
- 1987年 - 厚生省大臣官房人事課長。
- 1989年 - 厚生省大臣官房審議官（医療保険担当）。
- 1990年 - 厚生省大臣官房総務審議官。
- 1991年 - 厚生省援護局長。
- 1993年 - 第40回衆議院議員総選挙で衆議院議員に当選。以後4期連続当選。
- 2002年 - 第1次小泉内閣・第1次小泉内閣第1次改造内閣において内閣府副大臣・内閣総理大臣補佐官（行政改革担当）を務める。
- 2005年 - 郵政民営化法案に反対。郵政解散に伴い失職し、第44回衆議院議員総選挙への出馬を断念。岡山市長選挙に立候補し落選。
- 2007年 - 第21回参議院議員通常選挙に国民新党から立候補し落選。
- 2009年 - 第45回衆議院議員総選挙に無所属で立候補し落選。
- 2011年 - 岡山市議会議員に当選。
- 2013年 - 岡山市議会議員を辞職。岡山市長選挙に立候補し落選。公職選挙法違反で書類送検。
- 2015年 - 岡山市議会議員に当選（2期目）。同年12月、上記市長選における公選法違反の有罪が確定。市議を失職。
- 2019年 - 岡山市議会議員に当選（3期目）。

## 政策・主張
- 選択的夫婦別姓制度の導入に賛成[14]。
- 2013年の岡山市長選挙では「岡山市を「美しい大都会」に躍進させよう！」をスローガンに、市職員の半減や議員定数削減による市民税・固定資産税の10%減税、岡山市における行政区長公選制の導入、市街化調整区域を市街化区域とする規制緩和、教育再生委員会の設置による教育再生、JR吉備線のLRT化などを掲げた。

## 人物
- 好きな言葉は、旧約聖書ヨシュア記1章9節にある「強くあれ。雄々しくあれ。恐れてはならない。おののいてはならない。あなたの神、主が、あなたの行く所どこにでも、あなたとともにあるからである」[15]。
- 趣味はフルマラソン完走、テニス、ゴルフ、読書、パソコン・インターネット、カラオケ、英会話[15]。
- 尊敬する人物は内村鑑三、矢内原忠雄、新島襄、エイブラハム・リンカーン、ウィンストン・チャーチル[15]。
- 妻と2男1女の5人家族をもつ[15]。
- 日本同盟基督教団西大寺キリスト教会所属のクリスチャン。

## 著書
- 『福祉の心、政治の心』中央法規出版、1992年12月1日。
- 『福祉の心、政治の心 part 2』中央法規出版、1996年10月1日。